# ウォーレン・アルパート財団賞
ウォーレン・アルパート財団賞（Warren Alpert Foundation Prize）はアメリカ合衆国ロードアイランド州に本拠を置くウォーレン・アルパート財団がハーバード大学医学大学院と共同で授与する医学の賞。実業家である財団の創設者の名を冠している。賞金は500,000ドル。

## 受賞者
- 2025年 Tomas Cihlar, John Link, Wesley Sundquist
- 2024年 Renier Brentjens, ジーリグ・エシュハー, カール・ジューン, ミシェル・サデラン
- 2023年 David J. Lipman
- 2022年 カリコー・カタリン, ドリュー・ワイスマン, Eric Huang, ウール・シャヒン, オズレム・テュレジ
- 2021年 ジョーン・A・スタイツ, リン・マクアット
- 2020年 ダニエル・J・ドラッカー, ジョエル・ハベナー, イェンス・ジュール・ホルスト（ドイツ語版）
- 2019年 エドワード・ボイデン（英語版）, カール・ダイセロス, ペーター・ヘーゲマン, ゲロ・ミーゼンベック（英語版）
- 2018年 フランシス・コリンズ, Paul Negulescu, ボニー・ラムジー（英語版）, ラップチー・ツイ（英語版）, マイケル・J・ウェルシュ
- 2017年 ジェームズ・P・アリソン, Lieping Chen, Gordon J. Freeman, 本庶佑, Arlene Sharpe
- 2016年 Rodolphe Barrangou, ジェニファー・ダウドナ, Philippe Horvath, Virginijus Šikšnys, エマニュエル・シャルパンティエ
- 2015年 Ruth S. Nussenzweig, Victor Nussenzweig, 屠呦呦
- 2014年 ソロモン・スナイダー, Roger A. Nicoll, Oleh Hornykiewicz
- 2013年 Ronald W. Davis, David Botstein, David S. Hogness
- 2012年 Julian Adams, Kenneth Anderson, Paul G. Richardson, Fred Goldberg
- 2011年 Alain Carpentier, ロバート・ランガー
- 2010年 ハワード・グリーン（英語版）
- 2008/2009年 ロイド・アイエロ（ドイツ語版）
- 2007年 ハラルド・ツア・ハウゼン, ルッツ・ギスマン（英語版）
- 2006年 デニス・スレイモン, アクセル・ウルリッヒ, ロバート・ワインバーグ, Michael Shepard
- 2005年 ジューダ・フォークマン
- 2004年 Susan Band Horwitz
- 2003年 Sidney Pestka, David Goeddel, Charles Weissmann
- 2002年 Alfred Sommer
- 2001年 Eugene Braunwald, Barry S. Coller
- 2000年 ブライアン・ドラッカー, Nicholas Lydon, Alex Matter, Owen Witte, デビッド・ボルティモア
- 1999年 マイケル・ブラウン, ジョーゼフ・ゴールドスタイン, 遠藤章
- 1998年 K. Frank Austen
- 1997年 ロバート・ギャロ, リュック・モンタニエ
- 1996年 レオ・サックス, ドナルド・メトカーフ
- 1995年 John A. Clements
- 1994年 ロビン・ウォレン, バリー・マーシャル
- 1993年 ステュアート・オーキン
- 1992年 Miguel A. Ondetti, Roscoe O. Brady
- 1991年 David W. Cushman
- 1989年 簡悦威
- 1988年 Louis Kunkel
- 1987年 Kenneth Murray